# Pequenas Empresas & Grandes Negócios (programa de televisão)
Pequenas Empresas & Grandes Negócios (também conhecido pela sigla PEGN; anteriormente Pequenas Empresas, Grandes Negócios) é um programa de televisão brasileiro sobre empreendedorismo exibido pela TV Globo, inicialmente nas manhãs de domingo. Estreou em 1988, com apresentação da atriz Cristina Prochaska. 
Em 1990, produzido no Rio de Janeiro, Esther Jablonski passou a comandar o programa. Em 1992, a produção foi transferida para São Paulo. Entre 2015 e 2021, Lilian Fernandes, ex-RedeTV! e ESPN, esteve na apresentação do programa. Em agosto de 2021, o programa deixou de ter uma apresentação em estúdio, sendo apresentado por repórteres. A partir de 5 de maio de 2024, o programa sofreu uma nova reformulação e passou a ser apresentado pelo jornalista Pedro Lins.
Desde 1.° de fevereiro de 2025, o programa é exibido aos sábados, antecedendo o É de Casa.

## Sinopse
As reportagens produzidas em todas as regiões do Brasil mostram os desafios de quem monta uma empresa, as oportunidades e as dicas para o sucesso de um negócio. São exemplos de brasileiros idealistas, que venceram desafios e usaram a criatividade para criar pequenas e médias empresas.
O objetivo do programa é apresentar histórias de sucesso de empresas, que, graças a ideias inovadoras de seus proprietários ou colaboradores, ganharam destaque no mercado em que competem.

## Apresentadores
Desde sua estreia na TV, em 1988, Esther Jablonski foi a apresentadora que ficou mais tempo na frente do dominical, de 1990 até 10 de maio de 2015. Pouco depois de assumir o programa, o mesmo ficou fora do ar de 1990 até 1992, devido ao mau momento econômico do país durante o governo Collor, retornando em 15 de março de 1992, sendo produzida pela Gtec. Esther Jablonski foi a segunda apresentadora mais longeva de um programa da TV Globo (25 anos), ficando atrás apenas de Sérgio Chapelin no Globo Repórter, que comandou o programa entre 1973 e 2019.